# Баллинтогер
Баллинтогер (англ. Ballintogher; ирл. Baile an Tóchair) — деревня в Ирландии, находится в графстве Слайго (провинция Коннахт).

## Демография
Население — 182 человека (по переписи 2006 года).
Данные переписи 2006 года:
| Общие демографические показатели |               |                               |                               |      |      |
| Всё население                    | Всё население | Изменения населения 2002—2006 | Изменения населения 2002—2006 | 2006 | 2006 |
| 2002                             | 2006          | чел.                          | %                             | муж. | жен. |
| -                                | 182           | 182                           | -                             | 92   | 90   |